# Mjasożariwka
Mjasożariwka  (ukr. М'ясожарівка, wcześniej Artemiwka, ukr. Артемівка) – wieś na Ukrainie, w obwodzie ługańskim, w rejonie swatowskim. W 2001 liczyła 37 mieszkańców.